# Cantavieja
Cantavieja este un orășel, reședința comarcăi Maestrazgo, în provincia Teruel și comunitatea Aragon. Are o populatie de 758 de locuitori (2009).
A avut importanță istorică când războaiele carliste (secolul al XIX-lea).

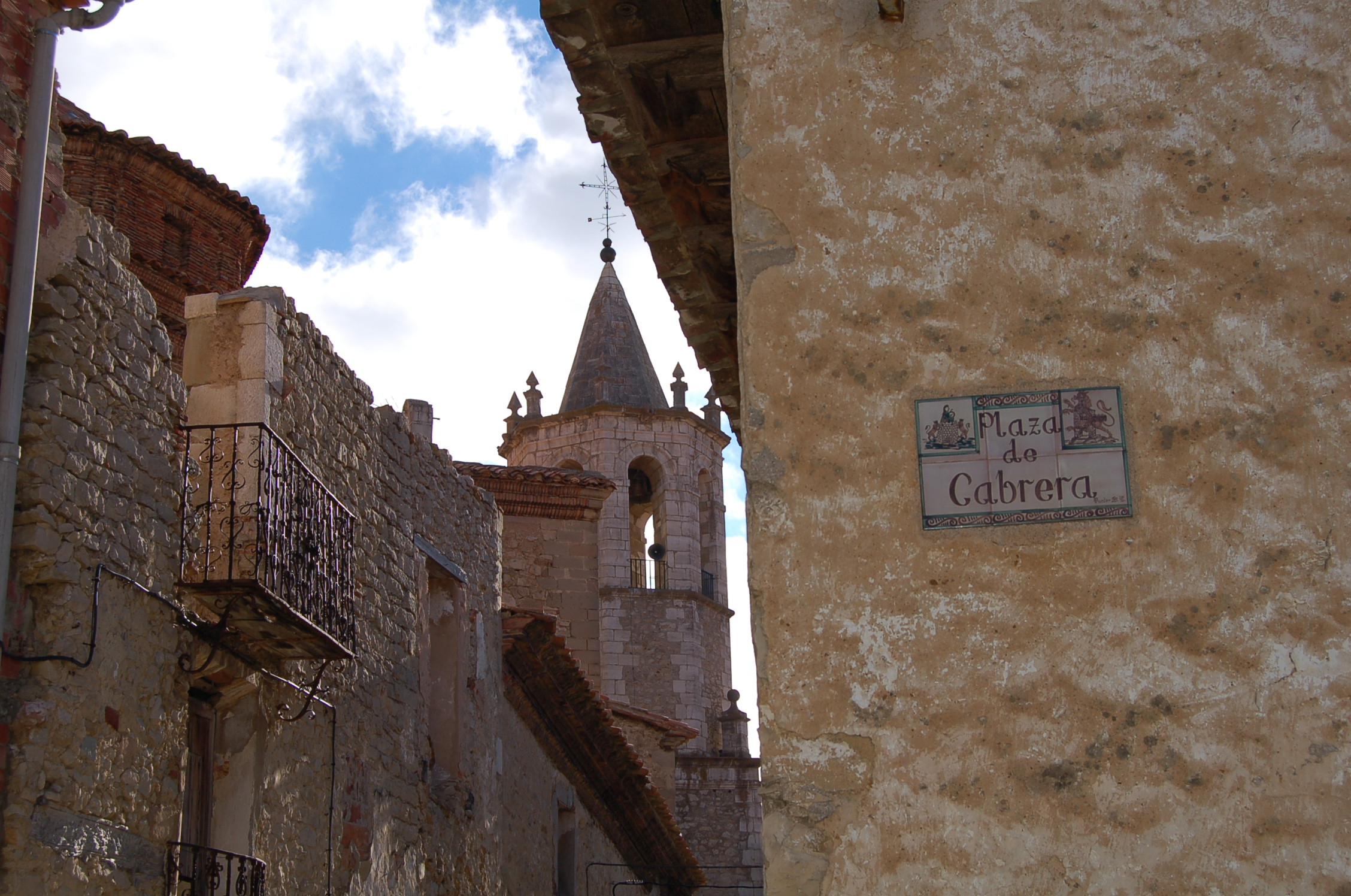
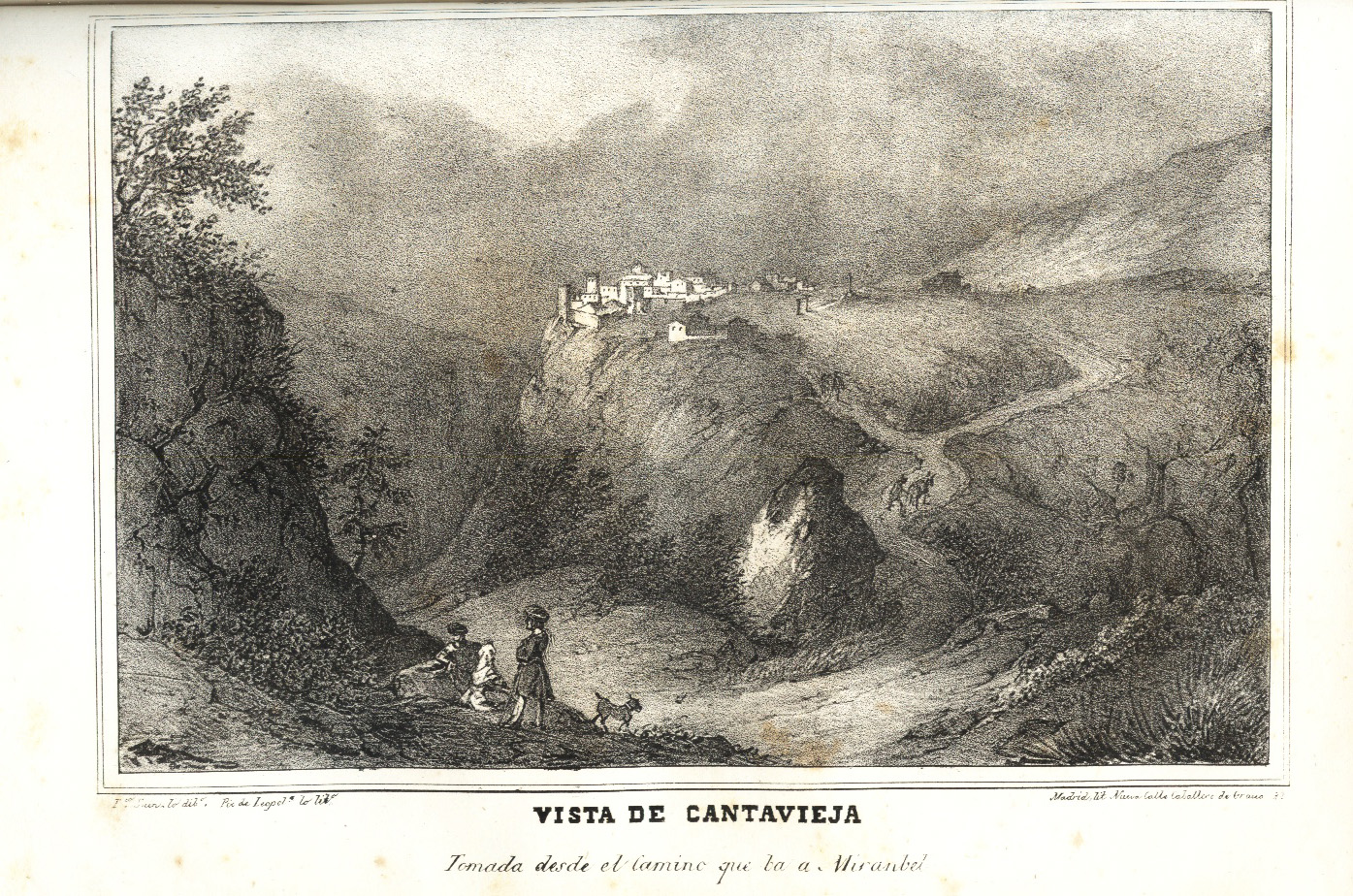

1. ↑  Nomenclátor Geográfico de Municipios y Entidades de Población (20240402 edition)
2. ↑   https://datos.gob.es/es/catalogo/a02002834-nomenclator-ano-20147 Lipsește sau este vid: |title= (ajutor)